# Fuseta
Fuseta je mesto in občina na Portugalskem. Leži v okraju Olhão v distriku Faro v regiji Sotavento pokrajine Algarve. Do leta 1876 je spadala pod okraj Tavira.

## Lega
Občina leži ob obali, na severu ob meji leži mesto Moncarapacho, južno mejo pa določa reka Ria Formosa. 

## Zgodovina
Fuseta je pomanjševalnica oblike "Foz" glede na zgodovinski vir iz leta 1572. Ime je dobila po majhni reki "reka debel" , ki se tu izliva. V viru je opisan kot majhna naselbina koč, kjer so shranjevali tudi ribiške čolne in orodje za popravilo.
Kljub temu je že bila omembe vredna že prej, že v času portugalskih odkritij. Ribiči iz teh krajev so pluli na karavelah in domačin Gaspar Corte-Real je leta 1500 odkril Novo Fundlandijo. Portugalci iz teh krajev so se na odprto morje odpravljali v iskanju rib trsk. 
Najstarejša cerkev v Fuseti je kapela Naše Gospe od Karmela, ki stoji od leta 1758. Cerkev je bila postavljena kot zaobljubljena.
Prebivalstvo je tako naraslo da je algaverski škof D. Francisco Gomes de Avelar leta 1874 ustanovil novo župnijo Moncarapacho.

## Gospodarstvo in turizem
V občini je še vedno najpomembnejše ribištvo in spremljevalne dejavnosti. Zaradi prekrasnih plaž pa se hitro razvija turizem. V bližini je kamp in otok Armona - Fuseta. 
Mesto je poznano po kockastih hišicah s terasami in posebnimi dimniki, ki so zaščitni znak tega dela Algarveja.